# Søndre Ringvej (Hobro)
 For alternative betydninger, se Søndre Ringvej. (Se også artikler, som begynder med Søndre Ringvej)
Søndre Ringvej  er en tosporet ringvej der går igennem det sydlige Hobro.
Vejen er med til at lede trafikken som skal ud til Nordjyske Motorvej E45 der går mod Aalborg og Aarhus, samt sekundærrute 180 der går mod Randers bliver ledt igennem den sydlige del af byen, så byen ikke bliver belastet af for meget gennemkørende trafik.
Vejen forbinder Mariagervej i øst med Randersvej i vest, og har forbindelse til Tåsingevej og Østervang og.